# Triangle, Virginia
Triangle är en census-designated place i Prince William County i Virginia som gränsar till Dumfries och Marine Corps Base Quantico. Vid 2010 års folkräkning hade Triangle 8 188 invånare.